# کوکیچه
کوکیچه (به بلغاری: Kokiche) یک منطقهٔ مسکونی در بلغارستان است که در شهرستان کاردژالی واقع شده‌است.